# Mussaenda variolosa
Mussaenda variolosa är en måreväxtart som beskrevs av Nathaniel Wallich och George Don jr. Mussaenda variolosa ingår i släktet Mussaenda och familjen måreväxter. Inga underarter finns listade i Catalogue of Life.